# Конференция по Ливии в Берлине

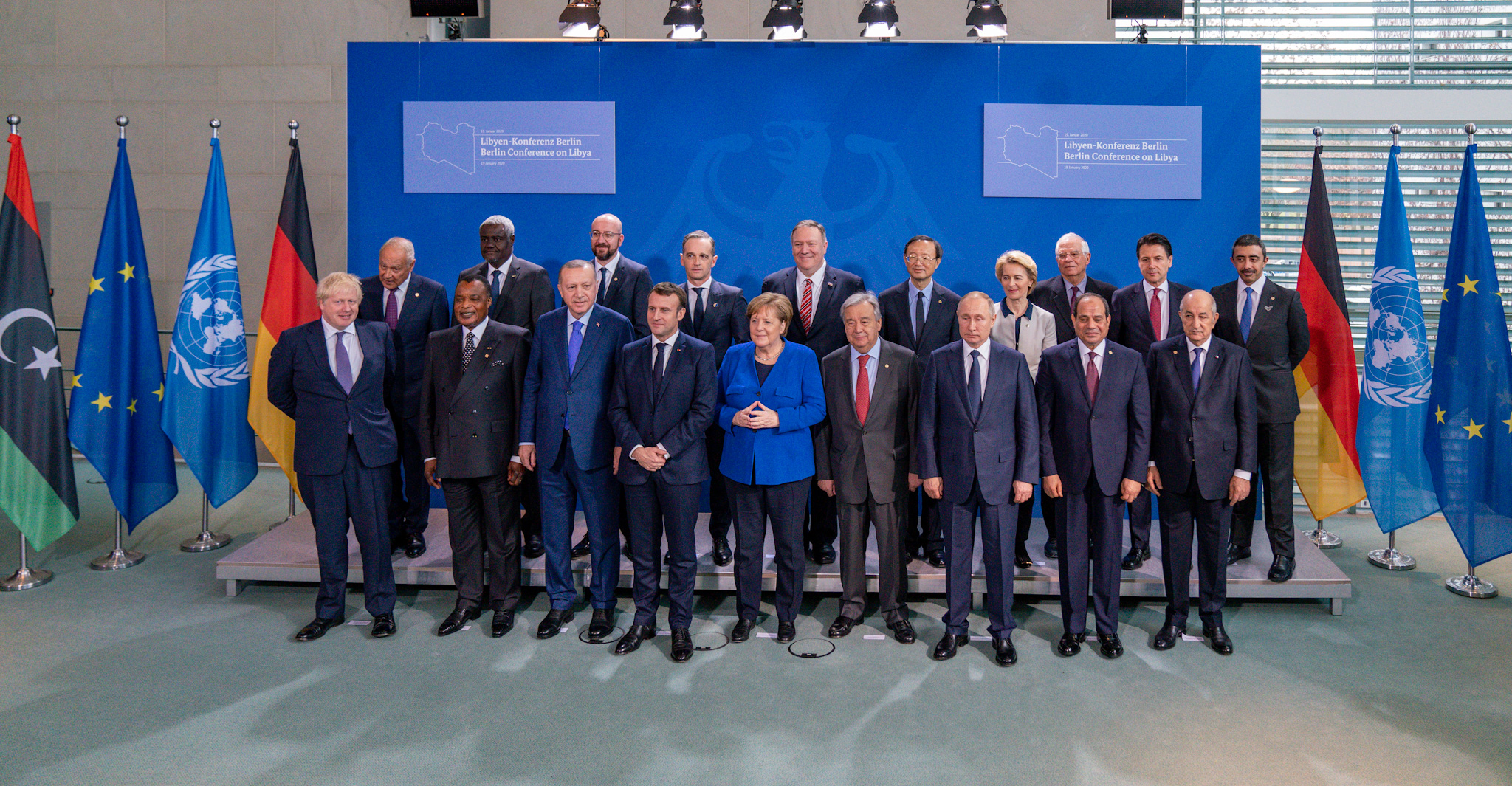
Совместное фото политиков на конференции.

Саммит (конференция) по Ливии — международная конференция в Берлине (Германия) 19 января 2020 года, целью которой являлось мирное урегулирование ливийского конфликта.

## Предыстория
Война в Ливии началась в 2011 году, когда начались массовые волнения, переросшие в вооружённые столкновения и иностранную военную интервенцию. Всё это привело к свержению и убийству лидера страны Муаммара Каддафи. Затем на несколько лет в стране происходил хаос, вызванный борьбой различных группировок и племён.
В 2014 году в стране установилось двоевластие: на востоке страны действовала Палата представителей Ливии, а на западе — Всеобщий национальный конгресс. В 2016 году в соответствии с положениями Схиратского соглашения было сформировано Правительство национального единства (согласия) для объединения страны, которой триполитанский конгресс делегировал все свои полномочия. Однако Палата представителей не спешила попасть под контроль новой власти. Более того, подконтрольная ППЛ армия фельдмаршала Хафтара вступила с ним конфронтацию.

## Конференция

### Участники
Враждующие стороны:
- Палата представителей Ливии
- Правительство национального согласия

Другие страны:
- Россия
- США
- Великобритания
- Франция
- Германия
- Италия
- Турция
- Египет
- ОАЭ

Отказались от участия:
- Тунис

Международные организации:
- ООН
- Европейский Союз
- Африканский союз
- Лига арабских государств

### Переговоры и соглашение
Встреча по ливийскому урегулированию с участием России, США, Турции, Египта и других стран состоялась 19 января в столице Германии. На саммите присутствовали глава правительства национального согласия Фаиз Сарадж и командующий Ливийской национальной армией Халифа Хафтар, но организовать прямые переговоры между ними не удалось. Канцлер Германии Ангела Меркель заявила, что была достигнута договорённость о всеобъемлющем плане урегулирования конфликта. В свою очередь министр иностранных дел России Сергей Лавров заявил, что в итоговом документе содержатся положения об устойчивом прекращении огня.
Согласно предлагаемой резолюции, процесс урегулирования в североафриканской стране предлагается разделить на шесть «корзин»: прекращение огня, эмбарго на поставки оружия, политический процесс, реформа сектора безопасности, экономическая реформа и уважение гуманитарных прав и прав человека. Документ призывает всех участников конференции воздерживаться от вмешательства в ливийский конфликт. Подчеркивается, что если проект итогового документа конференции будет принят, за ходом его реализации будет следить специально созданный международный орган, который будет находиться под эгидой ООН.
Хафтар не подписывал документ, хотя согласился на перемирие.
Конференции предшествовали переговоры между президентом России Владимиром Путиным и президентом Турции Реджепом Тайипом Эрдоганом о ситуации в Ливии.
Во время конференции у здания Рейхстага состоялись два митинга — в поддержку Хафтара и в поддержку Сараджа. Участниками были ливийцы, проживающие в Германии. Между группами едва не случилась драка, но своевременно вмешалась полиция.

## Реализация
В феврале стороны конфликта начали обсуждать план очередного перемирия. 3 февраля начала работу Совместная военная комиссия 5 + 5, создание которой было предусмотрено Берлинским соглашением. В неё вошли пять представителей от ЛНА и от правительства национального согласия. Цель военного комитета — переговоры о полномасштабном прекращении огня в Ливии.
Однако обострение конфликта весной и невыполнение перемирия сторонами не дали никаких возможностей для мирного урегулирования.
23 июня 2021 года прошла вторая международная конференция по урегулированию ливийского конфликта в Берлине. В ней приняли участие в том числе представители Франции, России и временного ливийского правительства.